# Slavi
     Slavi occidentali
     Slavi orientali
     Slavi meridionali

Stati in cui è adottata come principale lingua ufficiale una lingua di un popolo slavo.
Slavi occidentali
Slavi orientali
Slavi meridionali

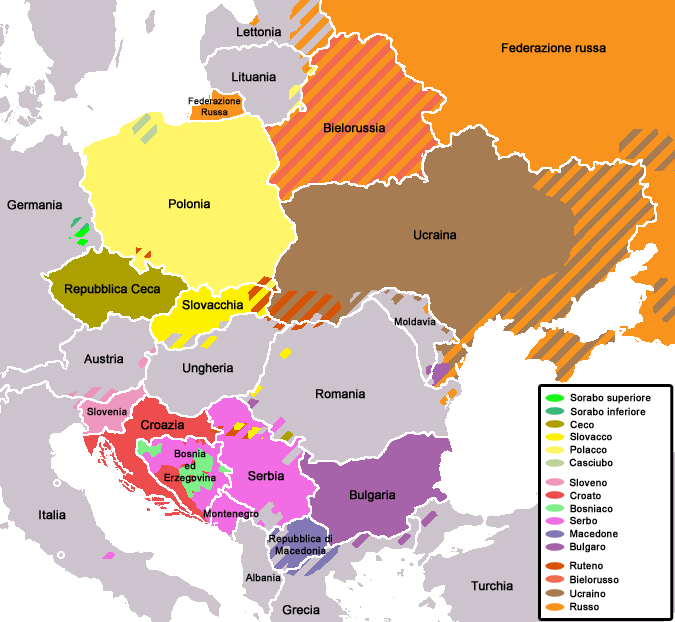
Distribuzione degli slavi per lingua.

Gli slavi sono un ramo etno-linguistico dei popoli indoeuropei: vivono principalmente in Europa, dove costituiscono circa un terzo della popolazione. A partire dalla loro patria originaria (in Europa orientale) nel VI secolo, si sono spostati anche verso l'Europa centrale e verso i Balcani. In seguito molti di loro si sono stabiliti nell'Asia settentrionale o sono migrati in altre parti del mondo.
I migranti slavi si univano alle popolazioni che già abitavano le terre in cui si stanziavano; per questo motivo i moderni popoli slavi mostrano pochi tratti genetici comuni. Un fattore unificante è invece il fatto di parlare tutti delle lingue slave, come pure un comune senso d'identità slava, intesa però in modo assai differente tra i vari popoli.
I popoli slavi sono tradizionalmente divisi lungo linee linguistiche in Slavi occidentali (che comprendono i Cechi, gli Slovacchi, i Polacchi, i Casciubi e i Sorbi), Slavi orientali (che comprendono i Russi, i Bielorussi, gli Ucraini e i Ruteni) e Slavi meridionali (tra cui i Serbi, i Bulgari, i Croati, i Macedoni, i Montenegrini, i Bosniaci e gli Sloveni).

## Origine del termine "Slavi"
Sono state fatte diverse ipotesi sulle origini del nome "slavi" (in latino Sclaveni, in antico slavo ecclesiastico Slověne, termine attestato dalle prime fonti scritte slave, risalenti al IX secolo):
- una tipica etimologia romantica faceva derivare il nome dalla parola slava, che significa 'gloria'; pertanto "slavi" significherebbe "popoli famosi, gloriosi", perché in tempi antichi le tribù slave erano composte da grandi guerrieri la cui fama passava di tribù in tribù. Questa ipotesi è oggi scartata per motivi linguistici.[1]
- altri ipotizzano che il nome derivi da slovo, che significa 'parola' (da porre in contrasto con il protoslavo *němjcj, 'muto', il termine con cui gli slavi indicavano i loro vicini Germani perché non capivano ciò che dicevano; ancora oggi in russo немец significa 'tedesco'); quindi gli "slavi" sarebbero "popoli che parlano la stessa lingua", "popoli che si capiscono".
- all'opposto dell'ipotesi precedente, qualcuno pone in rapporto il nome degli slavi con la parola proto-germanica *slawõz, che significa 'tacere', e quindi essi sarebbero "i tacenti".
- qualcuno ipotizza che l'antroponimo russo Slav significhi 'saggio', 'pio', 'devoto', e da qui derivi il nome di tutto il popolo, che perciò significherebbe "i devoti agli dèi, o al Dio, di una comune religione slava". Questa ipotesi etimologica è oggi popolare tra chi rivendica l'unitarietà dell'originaria religione slava.
- altri slavisti, tra i quali Max Vasmer, avanzano quella che oggi è considerata l'ipotesi più valida: essa ci riporta all'indoeuropeo *kleu, 'bagnare', che avrebbe dato il proto-slavo *slu (il passaggio dalla velare alla sibilante dopo la liquida è normale nelle "lingue satem"). La radice indoeuropea rimanderebbe a "qualcosa che scorre". Ancora oggi in Ucraina scorre il fiume Sluč: gli Slavi potrebbero portare nel proprio nome la loro provenienza dalla regione di questo fiume.

Collegata con il nome degli slavi è anche l'etimologia della parola italiana "schiavo": in latino medievale, il vocabolo sclavus derivava proprio da "slavo". Con il termine greco bizantino Σχλαυηνοί gli storici dell'impero romano d'Oriente del secolo VI designavano gli Slavi che, varcato il Danubio, iniziavano a infiltrarsi nella penisola balcanica. Il termine greco passò poi al latino Sclaveni; come e perché, accanto a queste forme, siano poi sorte quelle brevi Σχλάβοι e Sclavi non è ben chiaro. Assai rapidamente e in tutti i Paesi europei l'etnonimo si mutò in sinonimo di "popolo asservito". Passato così a indicare uno status giuridico, in sostituzione dei classici mancipium e servus, il medievale sclavus è all'origine della parola che indica lo "schiavo" in quasi tutte le lingue europee. Con un processo simile, d'altronde, le lingue finniche utilizzano con il significato di 'schiavo' la parola orja, che potrebbe derivare dal nome dei loro antichi nemici "ariani".

## Etnogenesi ed insediamenti originari
Gli slavi fecero la loro comparsa nell'Europa centro-orientale, nella zona dei fiumi Warta, Vistola, Dnepr e Dnestr, verso il VI secolo d.C., e da questa zona iniziarono poi a spostarsi verso i quattro punti cardinali.

### La patria d'origine degli Slavi
Sono state formulate diverse teorie relativamente all'urheimat slava, ossia la "patria d'origine degli Slavi".
In tale periodo e soprattutto nei secoli precedenti sono assenti fonti scritte e pochissimi reperti archeologici testimoniano delle vicende degli slavi prima dell'inizio di questa migrazione. Ci dobbiamo affidare perciò alla linguistica storica, tenendo presente che le conclusioni che si possono raggiungere sono molto relative.
- Due termini protoslavi, *ostrovu e *otoku, significavano 'isola'. Per l'origine di queste parole, tuttavia, l'isola è intesa come "isola fluviale", un pezzo di terra intorno alla quale "scorre" dell'acqua (in russo moderno остров significa ancora oggi 'isola', ma il verbo течь significa 'scorrere'). Per questo motivo si suppone che il popolo slavo originario non conoscesse il mare (d'altra parte, tutti i termini relativi al mondo della navigazione presenti nelle lingue slave odierne non sono di origine slava, bensì derivano per lo più dalla lingua greca, a partire proprio dalla parola russa корабль, 'nave', che deriva dal greco χαράβιον).
- Un'altra parola protoslava, *buk, 'faggio', deriva dal protogermanico *bõkõ: quasi con certezza, la zona di provenienza di questi Slavi era una zona in cui non crescevano faggi.

Esiste, però, un elemento che complica ulteriormente le cose e crea problemi tuttora non risolti: la cosiddetta civiltà lusaziana (1400-500 a.C.). Secondo alcuni studiosi, è una manifestazione della cultura germanica, ma secondo storici polacchi e cechi è già manifestazione culturale slava. Questa civiltà si diffuse fino all'Elba: se fosse stata una civiltà originaria slava, dovremmo ipotizzare che gli Slavi si siano rivelati presenti in quella zona mille anni prima del VI secolo d.C. L'ipotesi che la civiltà lusaziana testimoni una presenza di slavi così presto e così ad occidente è tuttavia molto debole. Nessun toponimo antico nella zona sembra avere origini slave (non è affatto dimostrato che il nome della città di Kalisz derivi dal protoslavo *kalu, 'fango'), e non troviamo parole di origine celtica nelle lingue slave, mentre sarebbe stato inevitabile se i lusaziani fossero venuti in contatto con popolazioni celtiche.
L'ipotesi più diffusa è che in questa zona che abbiamo considerato all'inizio, tra Polonia, Ucraina e Bielorussia, siano comparse le popolazioni protoslave verso il VI secolo d.C., che forse provenivano dagli Urali.

### Società
La società degli slavi era di tipo tribale e lo rimase per molto tempo. Ogni tribù aveva un proprio territorio, i campi erano posseduti in comune e la proprietà privata era molto limitata.
Agli inizi, la vita sociale era basata sul concetto di *rod ('schiatta', 'stirpe'), una stretta parentela di sangue. Successivamente però, la famiglia tese lentamente a ingrandirsi in modo graduale, in primo luogo per via di matrimoni, e in seconda istanza, cominciarono ad essere considerati membri della famiglia anche quelli che vi erano entrati come forza lavoro. Si passava pertanto da una famiglia basata sulla parentela alla comunità locale: presero vita così i primi villaggi e poi, quando mercanti e artigiani si spostarono nei centri più grandi e fortunati, nacquero le prime città, prima protette da palizzate di legno, poi da mura di pietra.
Le istituzioni erano strettamente legate al commercio, la legislazione era orale e consuetudinaria (per avere una legislazione scritta, la Russkaja Pravda, si dovette aspettare il regno di Jaroslav il Saggio (1019-1054). Il sistema giudiziario rifletteva chiaramente gli usi e le necessità di una società di commercianti. Il principe (knjaz') era semplicemente considerato un primus inter pares: era il guerriero più valoroso, riconosciuto ed eletto capo, proprio come nel mondo germanico. Successivamente i principi avrebbero cercato di rendere la loro carica ereditaria. Compiti del principe erano quelli di favorire il commercio e combattere contro i nemici: al principe spettava soprattutto il compito di fornire ed organizzare le scorte armate per proteggere i commercianti. Queste scorte armate sarebbero diventate in breve l'esercito principale del principe (družina, analoga alla trustis germanica), in simbiosi con il principe stesso. Il principe, inizialmente non nobile, tenderà poi a diventarlo e a estendere la propria nobiltà al suo esercito (nella družina si trovano dunque le origini del ceto dei boiari). I boiari avrebbero poi costituito nel tempo la classe dei grandi proprietari terrieri, dotandosi ciascuno di una propria personale družina,facendo crescere inevitabilmente la conflittualità tra principe e boiari.

### Economia
Gli slavi erano degli abilissimi agricoltori, che coltivavano i propri appezzamenti di terra con il lavoro di famiglia e sfruttavano ampiamente le foreste e le risorse naturali dei territori da loro abitati.
In epoca storica, gli slavi non erano popoli nomadi: solo quando il suolo era esaurito cercavano altre sedi.
Coltivavano cereali (grano, miglio, segale, orzo, avena), e ortaggi (cavoli, rape, carote), allevavano bestiame (bovini, equini, suini, ovini), praticavano la caccia e la pesca, lavoravano il legname.
Essi si stanziavano soprattutto lungo i fiumi perché
- erano facilitati gli spostamenti,
- era più facile difendersi (palizzate di legno sul lato-terra di un insediamento e possibilità di fuga sul lato-fiume),
- il fiume forniva pesce per la sussistenza.

Il commercio avveniva attraverso il baratto: successivamente cominciarono a essere usate pelli come moneta, infine venne introdotta la moneta metallica.

## Gli spostamenti del VII secolo d.C.
A partire dall'inizio del VII secolo gli slavi incominciarono un collettivo movimento migratorio.

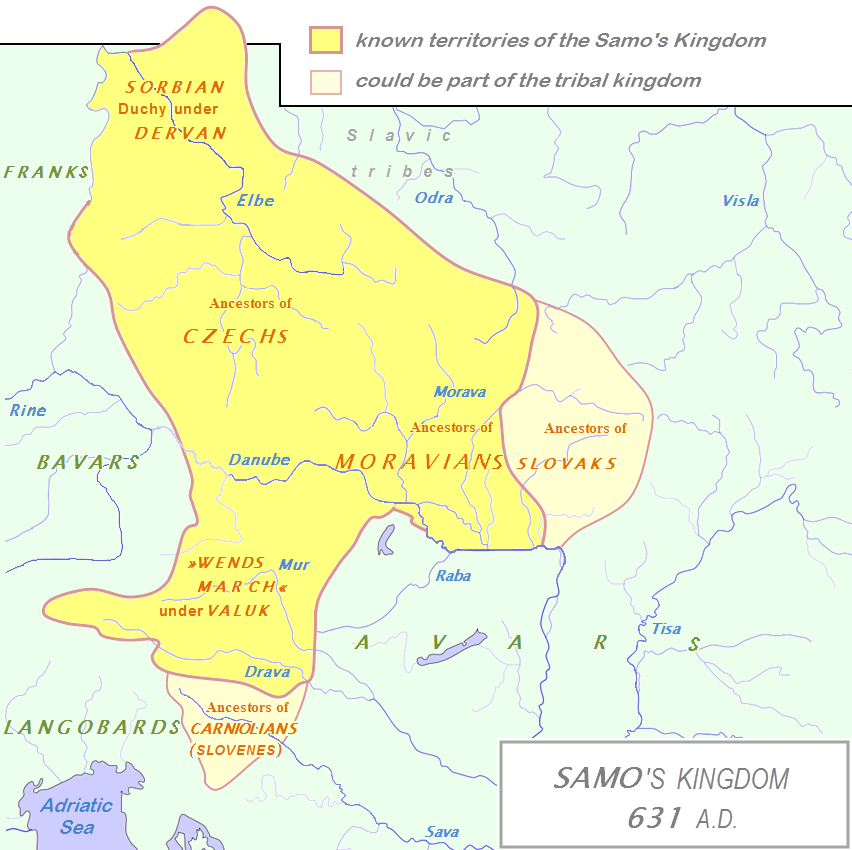
Ipotetica estensione del regno di Samo

- Verso occidente gli Slavi occuparono i territori dell'Europa centrale lasciati in parte vuoti dai Germani, che si erano spostati all'interno di quello che era l'Impero romano. Evitando la pianura Pannonica, brulicante di Avari, attraverso la Polonia giunsero fino alla Pomerania a nord — a sud riuscirono invece a spingersi fino alla Carniola, dove entrarono spesso in conflitto con i Longobardi.

(Paulus Diaconus, Historia Langobardorum, Liber VI )
Nell'805 Carlo Magno fissò il cosiddetto Limes Sorabicus lungo i fiumi Elba, Saale e Danubio. A partire dall'808 venne fissato anche il Limes Saxoniae tra il golfo di Kiel e la città di Lauenburg, per cercare di mettere un argine al dilagare degli Slavi. Questi due confini, in effetti, segnano la fine dell'avanzata degli Slavi verso occidente, dopo che essi si furono stabiliti in Pomerania, Slesia, Boemia, Moravia, Slovacchia e nei Carpazi Occidentali. Non avendo a disposizione fonti scritte per questo periodo, dobbiamo rifarci alla linguistica e soprattutto alla toponomastica:
- Berlin deriva dal protoslavo *běrlu, 'palo';

- Leipzig deriva dal protoslavo *lipa, 'tiglio'.
- Verso sud, gli slavi scesero lungo la penisola balcanica: attraverso la "Porta Morava", scesero verso il Danubio, che attraversarono a Vindobona; attraversando la Serbia giunsero fino in Dobrugia e nel Pindo, sovrapponendosi alle popolazioni preesistenti quali Illiri, Daci e Traci, oppure mescolandosi a loro come con i Bulgari, ed alla fine si arrestarono davanti alle mura di Costantinopoli, sicché dovettero sedentarizzarsi. La politica bizantina del VII-VIII secolo (Costantinopoli era impegnata prima contro i Persiani, poi contro gli Arabi) non riuscì a dirottare gli slavi, come faceva di solito con le altre popolazioni migranti, verso occidente; perciò gli Slavi vennero accolti con uno statuto simile a quello dei foederati romani, per difendere le terre dai popoli delle steppe, soprattutto Avari e Peceneghi. Soprattutto serbi e bulgari verranno molto influenzati dalla civiltà bizantina (in ambito politico, con il tipico cesaropapismo bizantino, ma anche letterario ed artistico).
- Verso oriente, gli slavi non trovarono ostacoli o confini: immense terre ricoperte di taiga o di steppa, grandi fiumi come il Don, la Volga o l'Okà, paludi, zone pianeggianti abitate da popoli delle steppe come i Cumani, i Peceneghi, i Khazari e i Bulgari della Volga: con questi popoli gli slavi furono sempre in guerra (tranne che con i Khazari).
- Verso nord, gli slavi non incontrarono opposizioni di altri popoli: si spostarono così verso il mar Baltico, verso i laghi Ladoga e Onega, la Dvina Settentrionale e il mar Bianco. Incontrarono popolazioni baltiche come i Lituani, i Lettoni, gli Jatvjaghi e i Prussiani, e popolazioni ugriche come gli Ostiachi e i Voguli, e popolazioni finniche come i Finlandesi, gli Estoni, i Lapponi, i Mordvini, i Meri, i Vopsi, i Voti e i Careli.

Gli slavi poterono dunque migrare con maggiore facilità soprattutto verso est e verso nord.
Durante l'Alto Medioevo, piccoli gruppi di slavi aggregati ai Longobardi si insediarono anche nell'Italia settentrionale, in particolare in Friuli, Veneto, Lombardia e Piemonte. Secondo il cronista Paolo Diacono, i Longobardi impiegarono ausiliari slavi durante alcune operazioni militari, come per l'assedio di Cremona del 603, e alle porte della loro capitale, Pavia, è documentato un grande porto sul Ticino, dotato di castello, denominato Sclavaria.
Tra Slavi occidentali e Slavi orientali ci sono sempre stati scambi linguistici e culturali. Austria, Ungheria e Romania, paesi non slavi, dividono la Slavia settentrionale (occidentale ed orientale) dalla Slavia meridionale. Tra Slavia settentrionale e Slavia meridionale i contatti furono a grandi linee impediti, soprattutto dalle scorrerie (prima) e dallo stanziamento (poi) dei Magiari. Ma agli inizi del XV secolo molti intellettuali slavo-meridionali (soprattutto monaci serbi), in fuga davanti agli Ottomani, ripararono a Mosca, creando così un forte legame e un fecondo scambio.

## Religione tradizionale e cristianizzazione

### La religione degli antichi Slavi

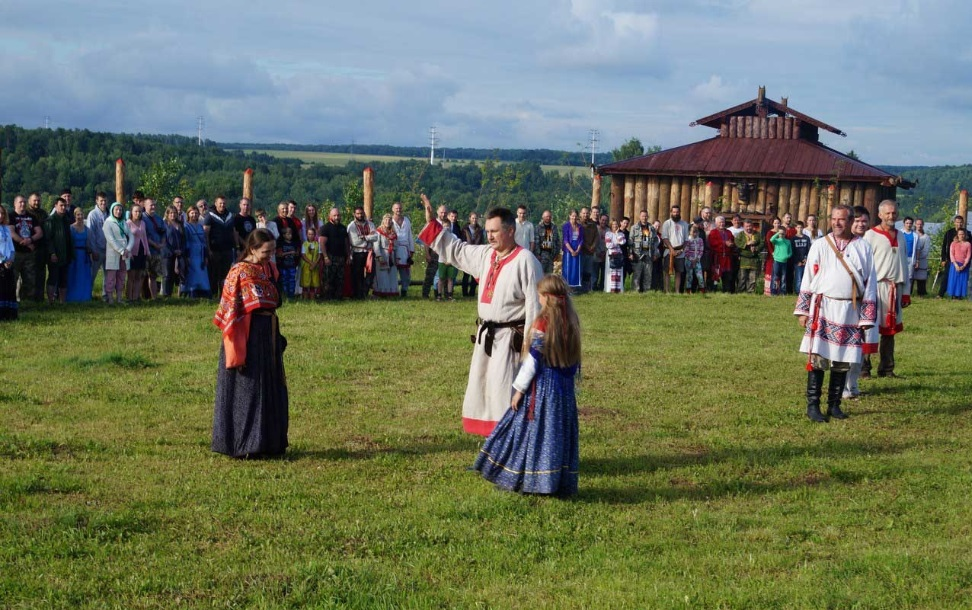
La religione antica degli Slavi non è mai stata soppiantata del tutto dal cristianesimo, ed è stata preservata un po' ovunque dalle comunità dei cosiddetti "vecchi credenti" (staroverci), spesso sincretizzata con il cristianesimo. Ai decenni più recenti risale il suo recupero nel movimento della rodnoveria. In foto, rodnoveri russi nella regione di Kaluga.

Non è possibile ricostruire con precisione il pantheon slavo originario. Le fonti scritte (sia documentarie, sia narrative) sono tutte successive alla conversione degli slavi al cristianesimo: furono redatte da monaci (praticamente la totalità per il periodo delle Rus' di Kiev e circa tre quarti per il periodo della Moscovia), e questi autori eliminavano sistematicamente ogni richiamo al paganesimo precedente.

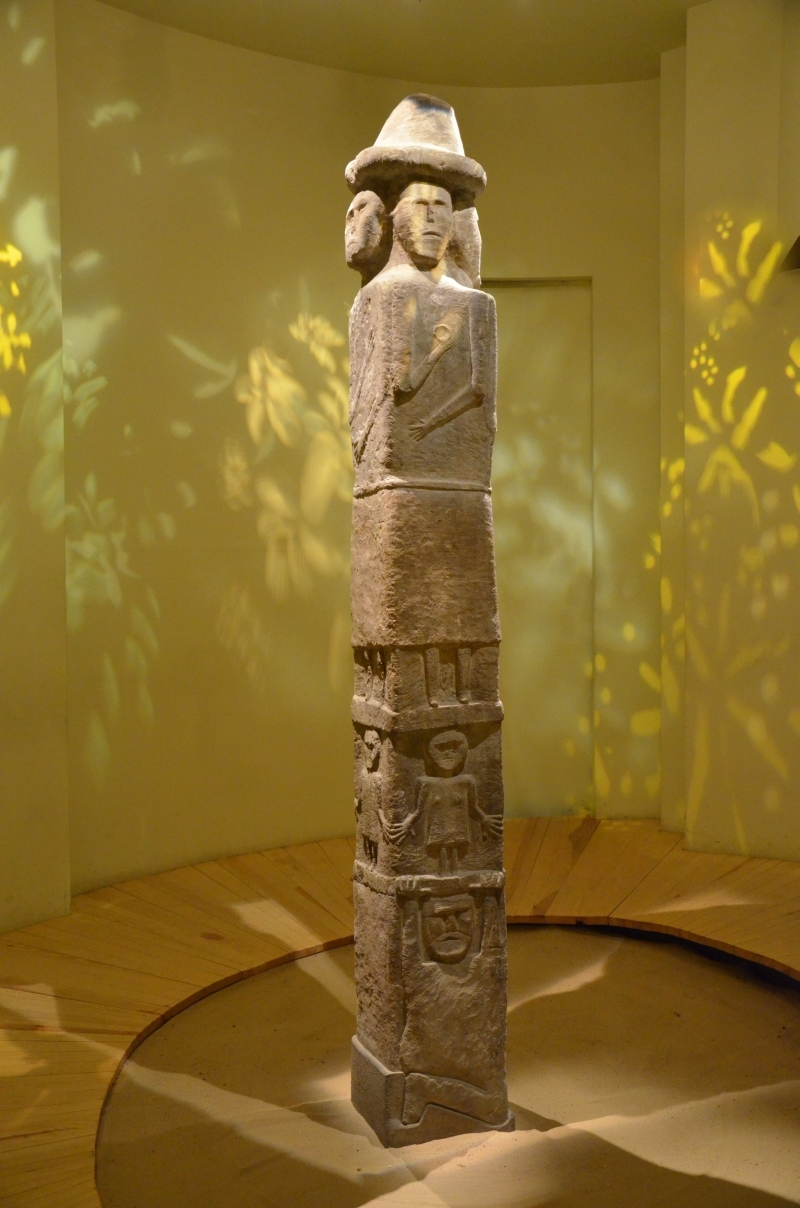
Idolo di Zbruč dedicato al dio Svetovit

Le Cronache russe contengono delle sezioni narrative (skazanja) che si richiamano al periodo anteriore alla conversione degli slavi, ma questi racconti sono stati tutti recensiti e adattati dai monaci autori delle cronache. Un caso differente è quello delle byliny, racconti epici in versi, tramandati oralmente: qui si trovano molte più informazioni sulla religione degli slavi, anche se è difficile collocare cronologicamente con precisione le informazioni che ci giungono da fonti orali.
Un accenno ad una divinità slava nella Cronaca degli anni passati si trova in una formula di giuramento con la quale si concludevano sempre i trattati commerciali tra i mercanti russi e quelli greci:
Confrontando varie byliny e anche alcune skazanje possiamo affermare che:
- Perun era il dio della folgore,
- era rappresentato da un tronco d'albero (indizio di un influsso dello sciamanesimo, che potrebbe essere giunto agli Slavi dai Finni, di ceppo uralico), con una testa d'argento e baffi d'oro,
- sembra essere stato adorato quasi esclusivamente nella Rus' di Kiev.

Resta da risolvere, però, il problema di quale rapporto ci sia tra Perun e Thor, il dio germanico della folgore (nella Rus' erano presenti i Variaghi), e Perkūnas, divinità baltica raffigurata proprio come Perun. In definitiva, non è ancora chiaro se Perun fosse una divinità propria del mondo slavo, o presa "in prestito" dal mondo germanico o da quello baltico (è nelle lingue baltiche che il nome di Perkūnas è ricollegabile al "tuono": ancora oggi in lettone perkůns significa 'tuono', mentre parole analoghe in ucraino o in polacco potrebbero essere entrate in tempi posteriori). Tra l'altro, non è escluso che il nome del dio Thor si trovasse scritto su qualche fonte in caratteri runici, e gli autori delle cronache slave possano aver confuso nella traslitterazione una Þ con una P.
Da altre fonti emergono i nomi di altre divinità:
- Dažbog, dio del sole,
- Svarog, dio del fuoco,
- Volos, dio del bestiame,
- Stribog, dio della caccia.[9]
- Svetovit, dio della guerra e del raccolto

### La cristianizzazione degli slavi

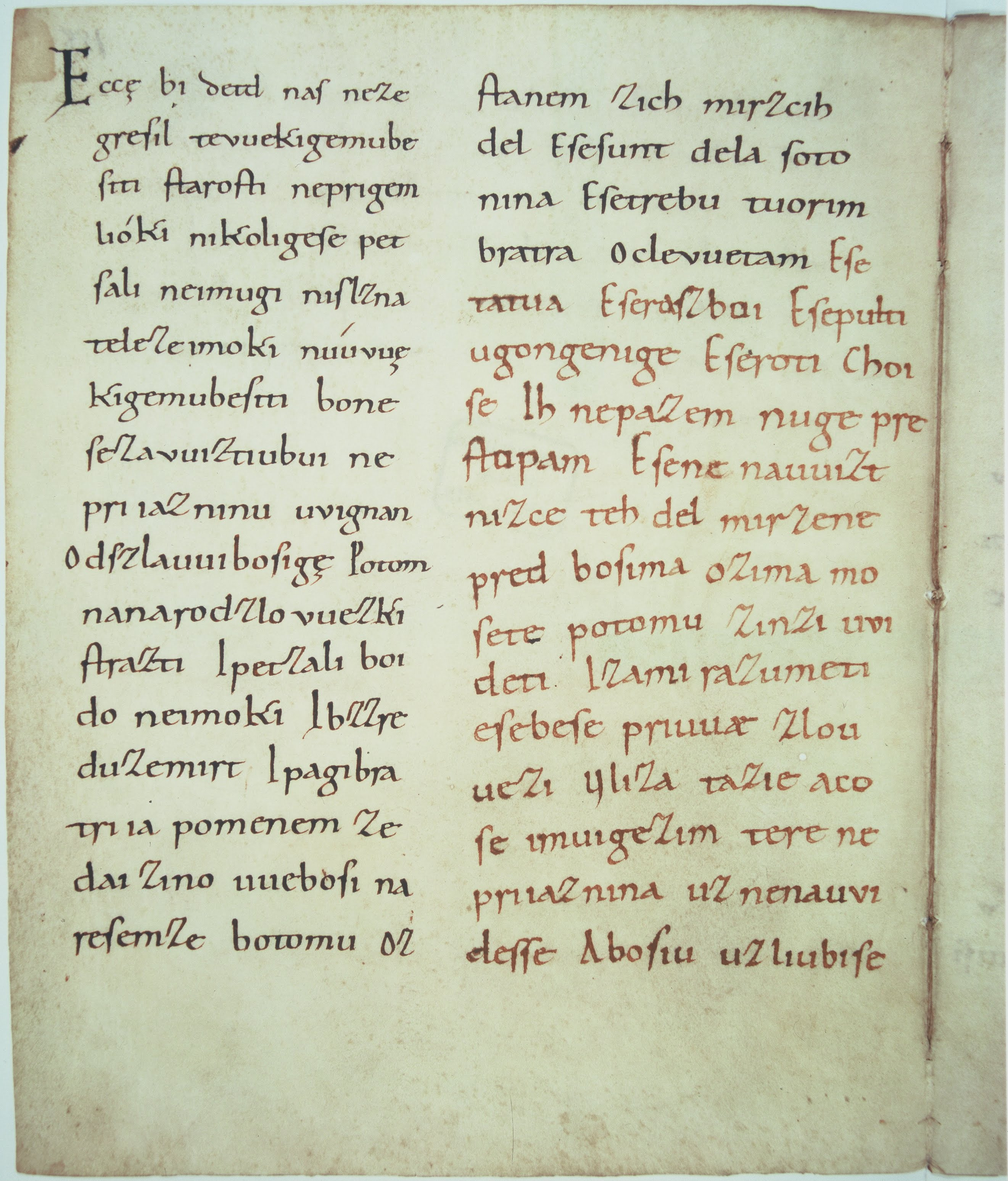
Il manoscritto di Frisinga è ritenuto il più antico testo in una lingua slava, scritto in caratteri dell’alfabeto latino — I manoscritti, risalenti alla fine del X secolo, contengono frasi rituali di confessioni, annotazioni su prediche riguardanti il peccato e la penitenza e formule di abiura, scritti in lingua slovena.

A partire dal VIII secolo i monaci benedettini missionari irlandesi o di scuola irlandese operarono a partire dalla Carantania verso la Carniola, Croazia, Dalmazia, Bosnia e Montenegro (per un breve periodo), verso la Boemia cristianizzando, Cechi, Boemi, Moravi, Slovacchi, Sloveni, Avari e Rumeni; dalla Boemia il cristianesimo si diffuse fino ai Polacchi.

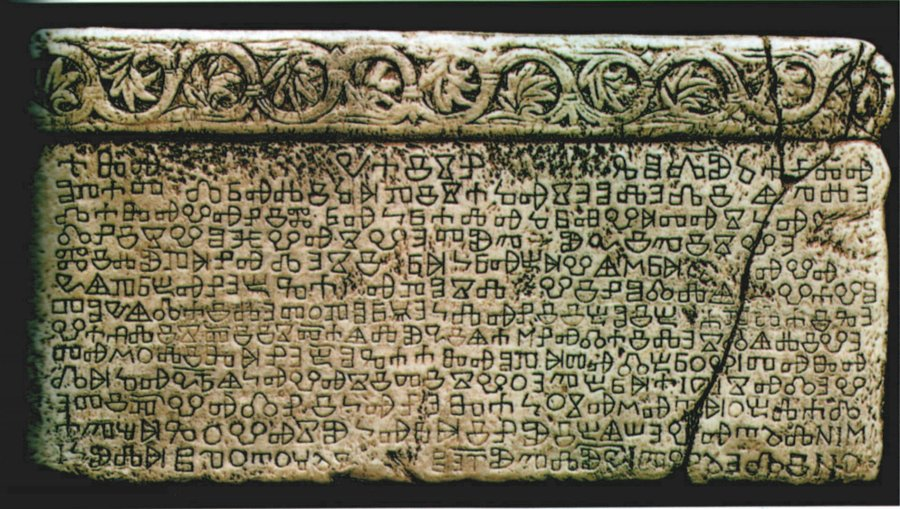
La lapide di Bescanuova, risalente agli inizi del XII secolo, riporta l'iscrizione scolpita in alfabeto glagolitico che sancisce la donazione di alcuni terreni da parte del re croato Dmitar Zvonimir in favore della chiesa benedettina.

Nel IX secolo i monaci bizantini Cirillo e Metodio cristianizzarono molte tribù slave meridionali di Serbia, Macedonia, Bulgaria e di Montenegro. Per far comprendere la Sacre Scritture e la liturgia cristiana a questi popoli, essi inventarono un nuovo alfabeto, il cosiddetto alfabeto glagolitico.
La lingua paleoslava è scritta con due alfabeti:
- l'alfabeto glagolitico,
- l'alfabeto cirillico.

L'alfabeto inventato da Cirillo e Metodio è quello glagolitico, mentre quello cirillico, che di Cirillo porta il nome, venne creato dai suoi discepoli Naum e Sava, rifugiatisi in Macedonia.
( Francis Conte, Gli Slavi,  p. 37.)

## Lingua proto-slava
L'antenata di tutte le lingue slave nacque in un'epoca incerta dalla lingua proto-indoeuropea (probabilmente dopo essere passata attraverso uno stadio proto-balto-slavo). Secondo la tesi più diffusa gli indoeuropei che rimasero dopo le migrazioni iniziarono ad utilizzare la lingua balto-slava. L'effettivo proto-slavo, definito come ultimo stadio della lingua che precede la divisione delle lingue slave storiche, risale al VII secolo, ed era probabilmente parlato durante il V e VI secolo.
Il gruppo delle lingue slave appartiene alle cosiddette lingue satem, o isoglossa orientale della famiglia delle lingue indoeuropee, insieme ai gruppi baltici e indo-iraniani. Questo avviene in contrasto alla divisione occidentale (lingue centum), che include il germanico, l'italico, il celtico e le lingue elleniche.

### Dubbi sull'origine autoctona dell'idioma
L'origine dei parlanti del pre-protoslavo e del protoslavo è oggetto di grandi dibattiti. A partire dal XIX secolo la questione assunse una valenza politica, particolarmente in relazione alla storia delle divisioni polacche, e all'imperialismo tedesco conosciuto come Drang nach Osten: in sostanza, sia i tedeschi sia gli slavi volevano essere gli autoctoni della terra lungo il fiume Vistola.
- La teoria autoctona afferma che i proto-slavi sono nativi dell'area dell'attuale Polonia, già prima del VI secolo d.C.,
- la teoria alloctona sostiene che gli slavi sono immigrati nell'area della moderna Polonia dopo il VI secolo.

Il dibattito venne sfruttato a scopo di propaganda politica e ha spesso assunto toni emotivi e intrisi di proto-archeologia e misticismo nazionalista.
Nel corso degli anni sono state avanzate alcune ipotesi per riconoscere tracce archeologiche di popolazioni slave anteriori al VI secolo d.C., quando gli slavi sono chiaramente riconoscibili nella zona paludosa che comprende le attuali Bielorussia, Polonia e Ucraina:
1. Ipotesi della cultura lusaziana: I pre-protoslavi erano presenti nel nord-est dell'Europa centrale almeno dalla fine del secondo millennio a.C., ed erano i portatori della cultura lusaziana e più tardi della cultura di Przeworsk (parte della cultura di Černjachov).
2. Ipotesi della cultura di Milograd: I pre-protoslavi (o baltoslavi) erano i portatori della cultura di Milograd.
3. Ipotesi della cultura Černoles: I pre-protoslavi erano i portatori della cultura di Černoles, dell'Ucraina settentrionale.

## Correlazioni con frequenze genetiche

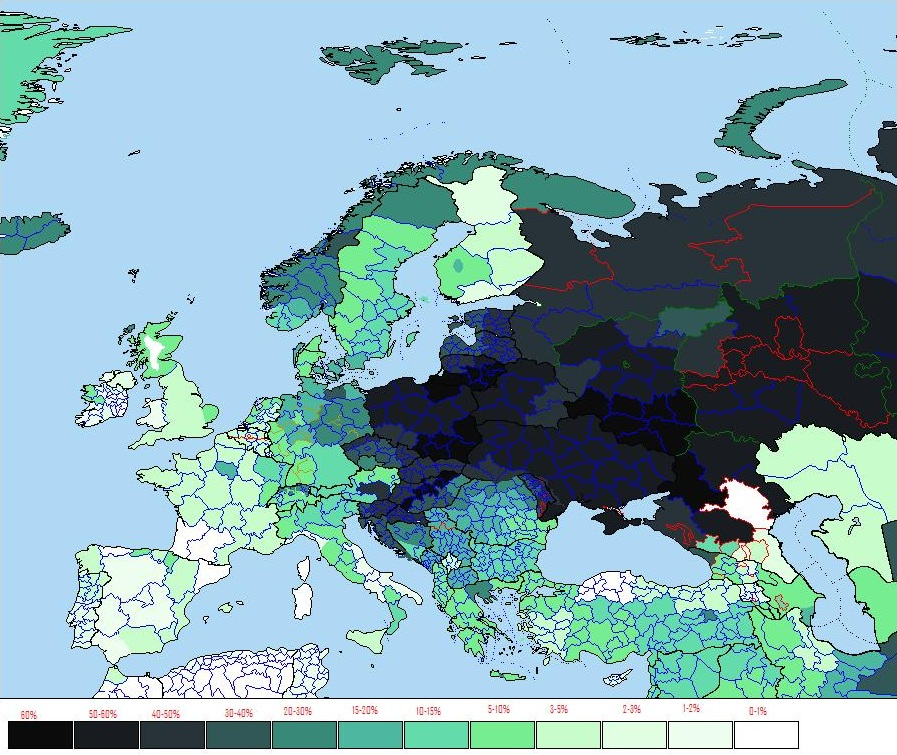
Frequenza percentuale dell'aplogruppo R1a per regione d'Europa.

Recenti ipotesi genetiche sul popolamento dell'Europa, in via di elaborazione, propongono una teoria almeno in parte alternativa sull'origine degli slavi. Osservando la frequente ricorrenza di un determinato aplogruppo del cromosoma Y, l'aplogruppo R1a, tra gli eredi storici degli slavi, e constatandone la particolare frequenza in Pomerania, tale ipotesi individua nell'area compresa tra le attuali Germania e Polonia la culla ancestrale della lingua e della cultura slava, che da lì si sarebbe irradiata verso sud e verso est.
Una vaga reminiscenza di questa origine autoctona potrebbe essere presente nella leggenda di Lech, Čech e Rus, che narra in varie forme la storia di tre fratelli che in seguito si divisero generando le nazioni polacca, ceca e russa.

## Religione e alfabeto degli Slavi moderni
Oggi gli stati di lingua slava sono:
Bielorussia,
Bosnia ed Erzegovina,
Bulgaria,
Repubblica Ceca,
Croazia,
Macedonia del Nord,
Montenegro,
Polonia,
Federazione Russa,
Serbia,
Slovacchia,
Slovenia e
Ucraina.
Gli Slavi adottarono gradualmente il Cristianesimo tra il VI e il X secolo, e conseguentemente fu soppressa l'antica religione slava. Le due principali divisioni cristiane negli slavi sono gli ortodossi e i cattolici, cui si affiancano minoranze di religione protestante e islamica. In molti gruppi etnici slavi la grande maggioranza dei credenti condivide la stessa religione, sebbene molti siano atei o agnostici; in quest'ultimo caso le persone possono tuttora identificarsi con una particolare religione in senso culturale e storico.
1. Coloro che sono in maggioranza ortodossi:
- Russi
- Ucraini
- Bielorussi
- Serbi
- Pannoni della Rutenia
- Ruteni
- Bulgari
- Macedoni
- Montenegrini

2. Coloro che sono in maggioranza cattolici:
- Polacchi
- Slesiani
- Casciubi
- Cechi
- Moravi
- Slovacchi
- Sloveni
- Croati

3. Coloro che sono in maggioranza musulmani:
- Bosgnacchi
- Gorani
- Pomacchi (Bulgari musulmani)
- Torbesh (Macedoni musulmani)

4. Mescolanza di religioni:
- Sorbi (cattolici/protestanti)

Le divisioni tra ortodossi e cattolici si acuirono per l'uso dell'alfabeto cirillico dagli ortodossi e i greci cattolici e dell'alfabeto latino da parte dei cattolici romani. La lingua serba, la lingua bosniaca e la lingua montenegrina possono essere scritte sia in alfabeto cirillico che latino.
Tra i paesi a maggioranza di popolazione slava il cattolicesimo risulta la principale religione in Polonia, Repubblica Ceca, Slovacchia, Slovenia e Croazia. Le chiese ortodosse sono invece affermate in Bielorussia, Ucraina, Serbia, Bulgaria e Macedonia del Nord. In Bosnia ed Erzegovina le principali religioni sono la religione islamica, la religione ortodossa e la religione cattolica, professate rispettivamente dalle singole comunità etniche bosgnacca, serba o croata, che compongono il popolo della Bosnia-Erzegovina. In Macedonia le principali religioni sono la religione ortodossa e la religione islamica, professate rispettivamente dalle singole due comunità etniche che compongono il popolo della Macedonia del Nord, ossia quella macedone e quella albanese. In Russia la religione più diffusa risulta quella ortodossa, dichiarata da circa il 41 % della popolazione.